# Kathedrale Unserer Lieben Frau von Nareg

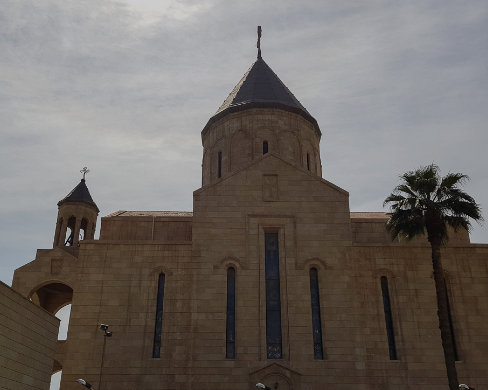
Die Kathedrale im Jahre 2015

Die Kathedrale Unserer Lieben Frau von Nareg, auch Narek (arabisch كاتدرائية سيدة ناريك) oder Kathedrale Unserer Lieben Frau vom Rosenkranz (كاتدرائية سيدة الزهور) ist eine Kirche in der irakischen Hauptstadt Bagdad, die im Jahre 1998 geweiht wurde. Sie ist die Kathedrale der Erzeparchie Bagdad der armenisch-katholischen Kirche und nach dem untergegangenen westarmenischen Dorf Nareg am Van-See benannt.

## Standort
Die Armenisch-Katholische Kathedrale Unserer Lieben Frau von Nareg steht im Stadtteil Karrada al-Scharqiya (Ost-Karrada) von Bagdad etwa 800 m östlich vom Ufer des Tigris auf 39 m Meereshöhe, rund 200 m westlich vom al-Fatah-Platz (ساحة الفتح, „Platz des Sieges“), an dessen südöstlicher Seite das Nationaltheater steht, und etwa 300 m nördlich der chaldäischen Kathedrale St. Josef sowie rund 40 m südöstlich der alten armenisch-katholischen Herz-Jesu-Kathedrale von 1937 an der Kreuzung der Straßen Dakhel und Abo Noas. Letztere sollte nicht verwechselt werden mit der chaldäisch-katholischen Herz-Jesu-Kirche, die sich rund 1500 m östlich befindet.

## Geschichte
1914 gab es im gesamten Gebiet des heutigen Irak etwa 300 armenische Katholiken. Auf Grund des Völkermords an den Armeniern im Osmanischen Reich ließen sich etwa 25.000 armenische Flüchtlinge nach dem Ersten Weltkrieg im Gebiet des 1920 eingerichteten britischen Völkerbundmandats Mesopotamien (Irak) nieder. In dieser Zeit entstand die armenisch-katholische Gemeinde in Bagdad, während es eine armenisch-apostolische Gemeinde hier bereits längere Zeit gab. Am 3. April 1938, als mehrere tausend armenische Katholiken in Bagdad lebten, wurde die Armenische Herz-Jesu-Kirche eingeweiht, die nach der Gründung der armenisch-katholischen Erzeparchie Bagdad am 29. Juni 1954 als deren erste Kathedrale diente. Auch diese wurde jedoch von ihrer Größe her der wachsenden armenisch-katholischen Gemeinde nicht gerecht. So entstand unter dem achtzehnten Patriarchen von Kilikien, Hovhannes Bedros XVIII. Kasparian, als Saddam Hussein Präsident Iraks war, in den Jahren von 1992 bis 1998 nahe der bisherigen Herz-Jesu-Kathedrale in Bagdad nach Plänen eines armenischen Bauingenieurs aus Ägypten die armenisch-katholische Kathedrale Unserer Lieben Frau von Nareg, die am 18. Oktober 1998 in Anwesenheit von Hovhannes Bedros XVIII. Kasparian konsekriert wurde. Zu dieser Zeit lebten etwa 3000 armenische Katholiken in Bagdad. Nach der Invasion der USA und dem Sturz Saddam Husseins 2003 wurde die Lage für die armenischen Katholiken und andere Christen im Irak lebensgefährlich. Am 1. August 2004 gab es einen fehlgeschlagenen Terroranschlag auf die Kathedrale Unserer Lieben Frau von Nareg. Viele armenische Katholiken verließen die Stadt, und im Jahre 2013 gab es noch 1650 armenische Katholiken im Irak. Dennoch konnten durchgehend Gottesdienste in der Kathedrale abgehalten werden.

## Architektur
Die armenisch-katholische Kathedrale Unserer Lieben Frau von Narek ist eine Kreuzkirche mit einem längeren west-östlich ausgerichteten Hauptschiff und einem kürzeren Querschiff, bei der sich der Altar und die Apsis im Osten befinden. Wie die meisten armenischen Kirchen hat sie über der Vierung eine pyramidenförmige, von einem metallenen armenischen Kreuz gekrönte Kuppel und einem Tambour mit rundem Querschnitt und acht schmalen Fenstern. Weiteres Licht wird von den hohen schmalen Fenstern an der Nord- und der Südfassade in Gebäude gelassen. Am Eingang auf der Westseite befindet sich ein dreistöckiger Porticus mit Glockenturm, auf dessen kleinem pyramidenförmigen Dach ebenfalls ein Kreuz sitzt. Das massive Gebäude aus Stahlbeton ist im Gänze mit ocker- und beigefarbenen Steinen verblendet.

## Bistum und Bischof
Die Kathedrale St. Josef ist Sitz der Armenisch-Katholischen Erzeparchie Bagdad. Sie umfasste im Jahr 2016 etwa 500 Gläubige in 2 Parochien mit einem Priester. Im Jahre 2007 waren es noch 2000 Gläubige in 2 Parochien mit 2 Priestern. Vom 13. September 2006 bis zum 9. Oktober 2017 war der 1933 in Aleppo (Syrien) geborene und 2018 gestorbene Emmanuel Dabbaghian armenisch-katholischer Erzbischof von Bagdad und trat dann aus Altersgründen zurück. Seitdem war der Sitz vakant. Der 1969 ebenfalls in Aleppo geborene Nersès Zabbara war seit 2018 Apostolischer Administrator und wurde im Mai 2023 zum neuen Erzbischof gewählt.